# Descent (Stargate SG-1)
Descent (Descenso) es el tercer episodio de la sexta temporada de la serie de televisión de ciencia ficción Stargate SG-1, y el episodio N.º 113 de toda la serie.

## Trama
En un Tel'tak el SG-1 junto con Jacob/Selmak, el Mayor Davis y el Dr. Friesen se acercan a una Nave Ha'tak cerca de la órbita de la Tierra. No hay signos de vida en ella, y no parece estar dañada, por lo que el equipo no entiende porque los Goa'uld la abandonarían. Teal'c y Jonas se quedan en el carguero, mientras el resto entra a la Ha'tak. Una vez dentro escuchan unos extraños sonidos. Ya en el puente de mando descubren que la secuencia de autodestrucción fue activada, pero que misteriosamente se ha detenido, mas no anulado. Desconcertados, Carter y Davis van a revisar la computadora central, pero el área resulta estar sellada y Jacob/Selmak no puede abrirla. Por otro lado, el Dr. Friesen le insiste al Coronel O'Neill revisar los escudos de la nave, pero éste se niega. Friesen entonces aprovecha que O'Neill es llamado a ayudar al resto a abrir una puerta, para buscar los generadores del escudo por su cuenta, pero repentinamente se topa con 3 Jaffa Ninjas.
Luego, revisando el ordenador central, Carter confirma que se trata de la Ha'tak donde Anubis capturó a Thor, y sugiere que quizás antes de rescatarlo, él dejó un virus que obligó a Anubis a abandonar la nave. Ella entonces solicita la ayuda del Dr. Friesen, pero éste no responde. Pronto O'Neill lo encuentra muerto, y advierte al resto. Pese a ello, los Jaffa alcanzan al Pel'tak, hieren a Jacob y programan la nave para que caiga a la Tierra. Luego abordan el Tel'tak, pero Teal'c acaba con ellos rápidamente. Sin embargo durante la pelea los anillos de transporte resultaron dañados, por lo que los demás quedan atrapados en la Ha'tak
Sin poder ayudar, Teal'c y Jonas regresan al SGC, donde después de que Hammond les informe que la nave se estrelló en el océano Pacífico, ellos se unen a la misión de rescate a bordo de un submarino.
En tanto, en el fondo del mar, Carter y el Mayor Davis informan del serio daño estructural producido por la colisión. Mientras esperan que los rescaten, O'Neill y Carter deciden volver a la computadora central a desactivar la autodestrucción, pero descubren que el área se está inundando. El agua los alcanza y el pasillo se sella automáticamente. A pesar de los intentos de Jacob el corredor se llena por completo con Jack y Sam dentro y a punto de ahogarse. Repentinamente las puertas se abren y ambos logran salvarse. En ese momento, Jonas y Teal'c llegan en el submarino de rescate y se encuentran con O'Neill y Carter. 
Sin embargo, Sam insiste en que aún no pueden irse, ya que cree que de alguna forma el "virus" dejado por Thor fue el responsable de evitar que se ahogaran en el pasillo. Todos entonces se reúnen en el puente y descubren que el misterioso sonido que se escuchaba antes, es en realidad una voz; la voz de Thor. No se trata en realidad de un virus, sino de su mente, descargada dentro del ordenador central, la que tomo control de la nave. La distorsión de la voz fue probablemente ocasionada por Anubis, al intentar apagarla. Debido a que los Asgard informan que Thor sigue en coma y con nulas posibilidades de sobrevivir, O'Neill, Carter y Teal’c deciden sacar su mente de base de datos, mientras el resto va hacia al submarino. Al hacer esto la autodestrucción se reactiva quedándoles solo 17 minutos. Sin embargo cuando se disponían a volver al submarino descubren que todas las salidas de ese sector se han inundado.
La única opción es escapar en los planeadores que la nave tiene, pero primero deberán activar el campo de fuerza del hangar. 
Jonas sabiendo que no podrán hacerlo desde allí, decide activarlo desde una parte cercana, pero que ya está inundada. Lo logra, y luego alcanza al resto del SG-1. Abordan 2 deslizadores Goa'uld y escapan, dejando a atrás a la Ha'tak que explota. Jacob, a bordo del submarino que también ha sobrevivido, se contacta con Jack, quién le informa que todos los miembros del SG-1 están bien, mientras los planeadores vuelan de vuelta a casa.

## Artistas invitados
- Carmen Argenziano como Jacob Carter/Selmak.
- Colin Cunningham como el Mayor Davis.
- Gary Jones como Walter Harriman.
- John Shaw como el Dr. Friesen.
- Peter DeLuise como el Teniente Dagwood.
- Gerald Wong como Ninja Jaffa.